# 多夫波蒂夫
49°5′40″N 24°26′12″E / 49.09444°N 24.43667°E
多夫波蒂夫（烏克蘭語：Довпотів）是烏克蘭的村落，位於該國西部伊萬諾-弗蘭科夫斯克州，由卡盧什區沃伊尼利夫市镇負責管轄，處於锡夫卡河畔，始建於1465年，面積13.11平方公里，2001年人口800。